# Viorica Dăncilă
Vasilica Viorica Dăncilă (Roșiorii de Vede, 16 december 1963) is een Roemeense politica van de sociaaldemocratische PSD. Van januari 2018 tot november 2019 was zij de eerste vrouwelijke premier van Roemenië.
Eerder, in 2009, werd Dăncilă verkozen tot Europarlementariër en herkozen in 2014. Van 2015 tot 2018 was ze tevens voorzitter van de Sociaaldemocratische Vrouwenorganisatie (OFSD) – de vrouwenbeweging binnen de PSD.

## Loopbaan
Dăncilă studeerde af aan het Instituut voor Petroleum en Gas (thans een universiteit) in Ploiești. Later studeerde zij ook aan de National University of Political Studies and Public Administration (SNSPA) aan Governance School of Boekarest waar zij een tweede master behaalde in bestuurskunde. Zij begon haar politieke carrière in 1996 als lid van de PSD. Zij was toen nog lerares op een school in Videle en ingenieur bij aardoliemaatschappij Petrom. Vanaf 2000 werd ze binnen de partij actief, in eerste instantie binnen de vrouwenorganisatie van de partij, maar vanaf 2003 ook als raadslid van de gemeente Videle en als voorzitter van de PSD-afdeling van Videle. Van 2008 tot 2009 was ze raadslid van het district Teleorman. Daarna werd ze verkozen tot Europarlementariër.

### Vrouwenbelangen
Van 2000 tot 2003 was Dăncilă voorzitter van de PSD-vrouwenorganisatie van Videle. In 2015 stelde de vrouwenorganisatie van de PSD een pact voor dat vrouwen moest beschermen tegen huiselijk geweld. Een en ander was geïnitieerd door Dăncilă tijdens een congres van de Sociaaldemocratische Vrouwenorganisatie (OFSD) in augustus 2015. In oktober van datzelfde jaar werd zij verkozen tot voorzitter van deze OFSD. Zij stelde vervolgens aan de partijleiders voor om bij de volgende verkiezingen voor de kieslijst een quotum te hanteren van ten minste 30% vrouwelijke kandidaten. De partij ging hiermee akkoord.

### Europarlementariër
In 2009 werd Dăncilă verkozen tot Europarlementariër namens de PSD binnen de Progressieve Alliantie van Socialisten en Democraten (S&D). In 2014 werd ze herkozen. Ze was vicevoorzitter van de parlementaire commissie voor Landbouw en Plattelandsontwikkeling, lid van de commissie Vrouwenrechten en Gendergelijkheid, en plaatsvervangend lid van de commissie voor Regionale Ontwikkeling.

### Premier
Op 17 januari 2018 werd Dăncilă door partijleider Liviu Dragnea voorgedragen als premier, nadat deze laatste het vertrouwen in haar voorganger Mihai Tudose had opgezegd. Ze zou hiermee de derde premier binnen een jaar worden, nadat haar beide voorgangers en partijgenoten het vertrouwen van de partij verloren hadden. Dăncilă gaf haar zetel in het Europees Parlement op en werd geïnstalleerd op 29 januari 2018. Daarmee werd ze de eerste vrouwelijke premier van Roemenië. Door de oppositie werd zij gezien als een kritiekloze volger van toenmalig partijleider Liviu Dragnea. Tijdens haar regeerperiode zette zij het beleid dat was ingezet door haar twee voorgangers met betrekking tot de hervormingen van het strafrecht voort. Op 24 juli 2019 werd zij door de partij voorgedragen als kandidaat voor de presidentsverkiezingen, die in november dat jaar werden gehouden. Deze stap leidde echter tot onenigheid met coalitiepartner ALDE, die een eigen partijleider naar voren wilde schuiven en zich in augustus 2019 uit de regering terugtrok. Een motie van wantrouwen op 10 oktober 2019 zorgde ervoor dat haar regering uiteindelijk viel. Op 4 november werd het premierschap overgenomen door Ludovic Orban van de Nationaal-Liberale Partij (PNL).
Bij de presidentsverkiezingen van november 2019 werd Dăncilă overtuigend verslagen door de zittende president Klaus Johannis. Ze behaalde in de tweede ronde zo'n 33% van de stemmen, het laagste aantal stemmen voor de PSD in 30 jaar. De tegenvallende resultaten leidden ertoe dat Dăncilă op dinsdagavond 26 november 2019 onder druk ontslag nam als landelijk voorzitter van haar politieke partij de PSD.

## Privé
Viorica Dăncilă is getrouwd met Cristinel Dăncilă, directeur van een Petrom-regio en voormalig gemeenteraadslid. Ze hebben een zoon.